# Róg szotowy

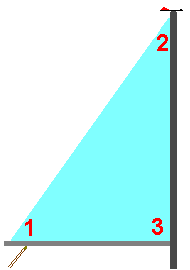
1-róg szotowy, 2-róg fałowy, 3 róg halsowy

Róg szotowy – tylny róg żagla, do którego przymocowane są szoty.